# Azlocillin
Azlocillin ist ein Antibiotikum aus der Gruppe der Β-Lactam-Antibiotika. Es gehört zu den Penicillinen, speziell zur Untergruppe der Ureidopenicilline (Acylaminopenicilline).
Chemisch leitet sich Azlocillin vom Aminopenicillin Ampicillin ab, von dem es sich durch Anheftung einer Ureido-Pyrazolidinon-Gruppe unterscheidet. Wie alle Ureidopenicilline besitzt Azlocillin eine ausgeprägte Wirksamkeit gegenüber Pseudomonas aeruginosa, ist aber nicht beta-Lactamase-resistent. Pharmazeutisch wurde die Substanz als Azlocillin-Natrium (Securopen von Bayer Vital, für die parenterale Gabe, a. H.) eingesetzt.